# Hans-Ludwig Zachert
Hans-Ludwig Zachert (* 12. April 1937 in Matsumoto, Japan) ist ein deutscher Verwaltungsjurist und ehemaliger Präsident des Bundeskriminalamts.

## Leben
Hans-Ludwig Zachert wurde als Sohn des Japanologen Herbert Zachert geboren. Die Familie lebte zunächst in Japan; als Zachert zehn Jahre alt war, wurde seine Familie zwangsrepatriiert und er kam nach Deutschland. Er studierte Rechtswissenschaften in Berlin und Bonn. Nach Abschluss seines Studiums und einer Ausbildung für den Höheren Kriminalpolizeilichen Vollzugsdienst arbeitete Zachert in verschiedenen Funktionen beim Bundeskriminalamt, 1987 bis 1990 als Vizepräsident, von 1990 bis 1996 schließlich als dessen Präsident. In seine Amtszeit fiel der GSG-9-Einsatz in Bad Kleinen. Nach seinem Rücktritt 1996 war Zachert als Publizist aktiv.
Seit 1991 lehrte er für einige Jahre an der Universität Trier Kriminologie und war Mitglied des Landesjustizprüfungsamts in Mainz. Seit 1995 ist er außerdem Honorarprofessor an der Universität Trier.
Andreas Pflüger lehnte in seinem 2004 erschienenen Roman Operation Rubikon die Hauptfigur des BKA-Präsidenten Wolf an Hans-Ludwig Zachert an.
Zachert ist mit der Finanzberaterin und Autorin Christel Zachert verheiratet und lebt in Bonn. Aus der Ehe gingen zwei Söhne und eine Tochter hervor. Einer der Söhne ist der Wirtschaftsmanager Matthias Zachert, Vorstandsvorsitzender bei Lanxess.

## Auszeichnungen
- 1992: Japanischer Kaiserlicher Orden des Heiligen Schatzes (Großoffizier Klasse) Zuihosho kun ni to
- 1993: Großes Silbernes Ehrenzeichen mit dem Stern für Verdienste um die Republik Österreich[2]